# Пебатма
Пебатма (или Пебатема, англ. Pebatjma) — королева царства Куш XXV династии египетских фараонов (Нубийская династия). Пебатма была женой фараона Кашта. 
Её имя дошло до наших дней на статуе её дочери Супруги бога Амона Аменирдис I (хранится в Каирском музее, No.42198), а также из надписи на косяке парадной двери из Абидоса.

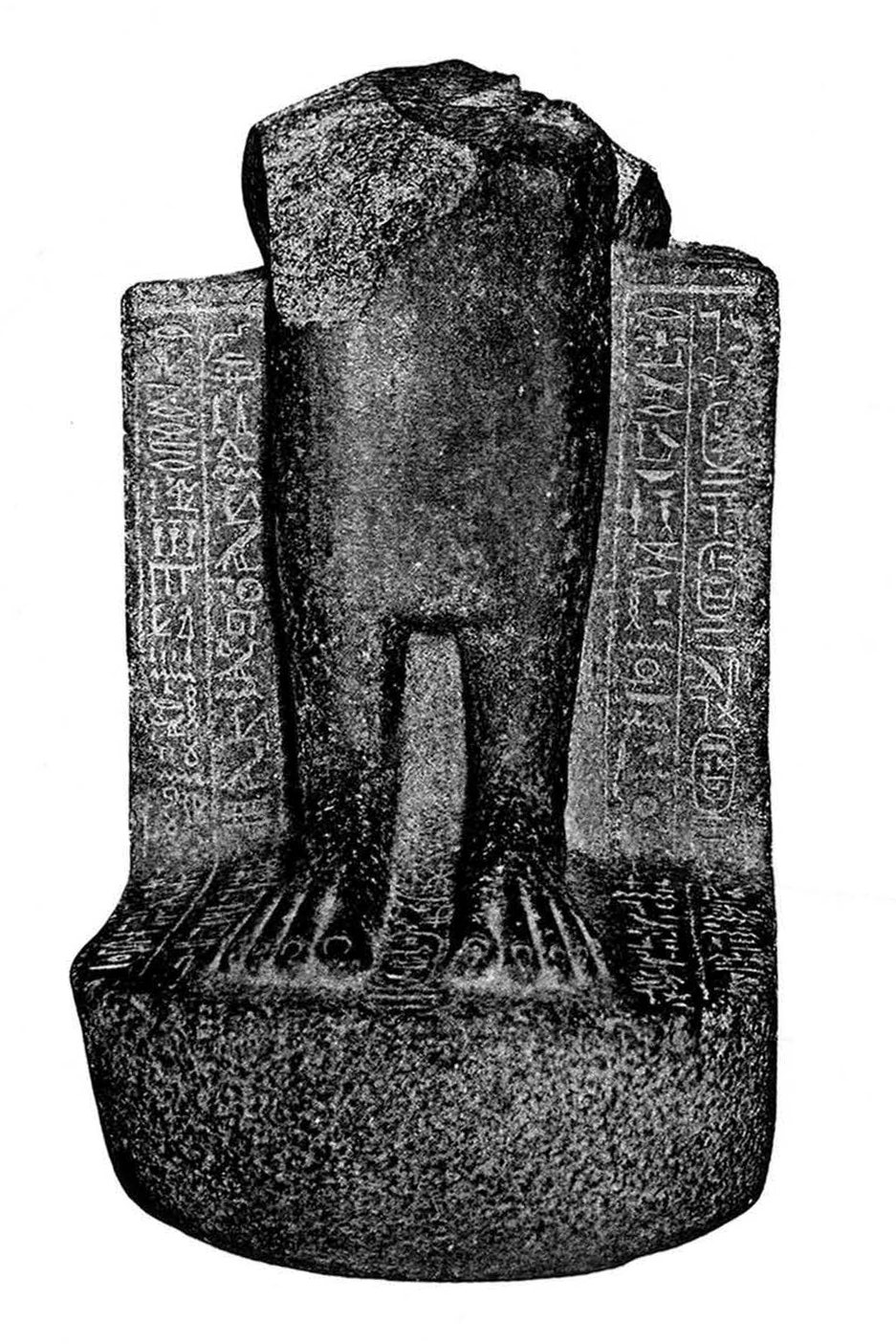
Статуя Аменирдис из Карнака (Каирский египетский музей, No. 42198), у основания — картуш её матери Пебатемы.

С разной долей уверенности исследователи приписывают Пебатме и Каште следующих детей:
- Фараон Пианхи — считается сыном Кашты, возможно, сын Пебатемы;
- Фараон Шабака — упомянут как брат Аменирдис, таким образом должен быть сыном Пебатмы и Кашты[1][2];
- Королева Хенса[англ.], сестра-жена фараона Пианхи, дочь Кашты[1], и возможно дочь Пебатмы[2];
- Королева Пексатер[англ.], жена фараона Пианхи, похоронена в Абидосе. Возможно, она умерла сопровождая Пианхи в его походе на Египет[1]. Есть работы, где она называется дочерью Пебатмы[3];
- Супруга бога Амона Аменирдис — упоминается как дочь Кашты и Пебатмы на статуе No.42198 из Каирского музея;
- Неферукакашта (англ. Neferukakashta) - считается дочерью Кашты[1] и, возможно, Пебатмы[2].

Захоронение — (возможно) Эль-Курру, K.7.